# ハンサム判治
ハンサム判治（Handsome Hanzi 本名: 判治大介）はデフスターレコーズ所属の日本の歌手、俳優。判治“Mr.ハンサム”大介、HANDSOME HANZIと表記されることもある。
「ハンサム兄弟」「デブパレード」「smiles davis」「HANZI BAND」「ゴリラ人間ズ」のボーカル、トランペット、アコースティック・ギター、ウクレレを担当。音楽活動以外にも映画、テレビドラマ等に俳優としても出演。
近年はウクレレ大使としてウクレレハードコアを広める活動や自ら運営する音楽レーベル「ハンサムレコーズ」で、わかないづみ等の若手アーティストのプロデュースも手掛ける。

## 人物
愛知県豊橋市出身。愛知県立時習館高等学校卒業。血液型はB型。
今でも三河弁を使い、歌詞にも三河弁が頻繁に登場するほど郷土愛が強い。19歳の時、上京直後にギターと間違えてウクレレを購入して以来、ウクレレに関わる。長年バンド活動を続けているが、いまだに楽譜は全く読めない。
東日本大震災の被災地で精力的に支援活動を行い、震災発生から半年間で延べ100箇所以上の震災チャリティーライブを決行。原発問題・放射能問題についての団体「オペレーション・コドモタチ」の賛同者でもある。日本の老舗ウクレレ企業から「ウクレレ大使」に任命され、550本のウクレレを寄付した。

## 略歴
1993年、バンブー（バカ兄弟）のボーカリストとしてステージデビュー。
1996年、後楽園ゆうえんち闘うビアガーデンにてプロレスデビュー。同年、ハンサム兄弟を結成し、2000年「ハンサム兄弟」のボーカリストとしてデビュー。
2005年、ハンサム兄弟の裏ユニット「smiles davis」のトランペット・ボーカルとしてN.Y.のヴィレッジ・ヴァンガード、CBGB等に出演。Roy Hargroveと共演。
2007年、smiles davisとしてTBS系「オビラジR」からデビュー。
2008年6月、バンド「デブパレード」のメインボーカルとしてダブルA面シングル「Body & Soul / cosmic mind」でメジャー・デビュー。「cosmic mind」がビートたけし出演の河崎実監督作品「ギララの逆襲/洞爺湖サミット危機一発」の主題歌に抜擢（「Body & Soul」はSPEEDのカバー）
同年、俳優として日本テレビ「おせん」にゲスト出演。東役。主題歌を担当した「ギララの逆襲/洞爺湖サミット危機一発」では銀幕デビューも果たす。SUMMER SONIC他、多数の夏フェスに出演。同年、日本テレビ「スクラップ・ティーチャー」に暴力教師平山郁美役としてレギュラー出演。
2009年、「NARUTO -ナルト- 疾風伝」のエンディングテーマに抜擢された「バッチコイ!!!」がスマッシュヒット。
2010年、ロングテールバイクに楽器とキャンプ道具を積んで全国ツアー。自転車番組「バイクショップ!なう!」のMCとしてシクロチャンネルにレギュラー出演。
2011年、東日本大震災発生直後から被災地入りし、半年間で100ヶ所以上の避難所をまわり、唄とウクレレで元気を届ける活動に没頭する。老舗ウクレレメーカーから「ウクレレ大使」に任命され、550本のウクレレを寄付した。
2012年、ハンサム兄弟として「傷だらけのハンサム」をカセットテープ限定でリリース。
2015年、Bro.Hi(ex.SOUL'd OUT)のプロジェクト「Edge Player Organization」でリリースした「光る石ころfeat.ハンサム判治」がヒップホップチャートで1位を獲得。
2016年、新バンド「HANZI BAND」でデビューアルバム「横綱バンジージャンプ」をリリース。
2017年、HANZI BANDの「あかさたな」が薬王堂のTVCMに抜擢される。
2018年、自らのバンド経験から独自に編み出した音楽理論書「ゴリラから見た音楽理論」出版。
2018年、ハンサムレコーズに所属するウクレレ女子わかないづみをプロデュースし、メジャー・デビューに導く。

## ディスコグラフィー

### ハンサム兄弟
- 「ハンサム兄弟VIDEO」（1998年）
- 「ハンサムデヨカッタ」 （1999年）
- 「Live in NY（ハンサムそれは自由）」 （1999年）
- 「理由なきハンサム」 （2000年）
- 「ハンサムジャナカッタ」 （2000年）
- 「関東地獄地震」 （2001年）
- 「メッチャミーゴ!」 （2002年）
- 「V.A.ハートコア」（2003年）
- 「青き男の唄」 （2003年）
- 「どハンサム!」（2003年）
- 「台無しの美学」 （2004年）
- 「“GIGS”CASE OF HANDSOME」　（2004年）
- 「人生最後の夜」（2004年）
- 「ユメシルベ」（2004年）
- 「人類皆ハンサム兄弟」 （2008年）
- 「傷だらけのハンサム」（2012年）

### smiles davis
- 「Beauty and the Beast」 （2006年）

### デブパレード
- 「ちゃんこdeちゃんこ（DVD）」 （2007年）
- 「BODY&SOUL / cosmic mind」 （2008年6月25日）ギララの逆襲/洞爺湖サミット危機一発メインテーマ
- 「天才バカボン」（2008年）CR天才バカボンメインテーマ
- 「バッチコイ!!!」（2009年）NARUTOエンディングテーマ

### Edge Player Organization
- 「光る石ころ feat.ハンサム判治」（2015年）

### HANZI BAND
- 「横綱バンジージャンプ」（2016年）
- 「ROCK STAR」（2017年）

## プロデューサーとして参加作品

### わかないづみ
- 「僕の名前」（2018年9月）
- 「far from here」（2018年11月）

## TV
- NHK
  - 「新・真夜中の王国」（2000年）
  - 「熱中スタジアム」（2011年）
- TBS系
  - 「COUNT DOWN TV」 （2002年）
  - 「うたばん」（2003年）
  - 「オビラジR」（2007年）
  - 「銀輪の風〜世界の、シクロ・リポート〜」（2010年）
- フジテレビ系
  - 「SDM発!」 （2004年）
  - 「めざましテレビ」（2008年）
  - 「FNNスーパーニュース」 （2008年）
  - 「情報プレゼンター とくダネ!」 （2008年）
  - 「FACTORY」 （2008年）
  - 「HEY!HEY!HEY! MUSIC CHAMP」（2008年）
- 日本テレビ系
  - 「@サプリ」 （2005年）
  - 「ズームイン!!SUPER」 （2008年）
  - 「スッキリ!!」 （2008年）
  - 「おもいッきりイイ!!テレビ」 （2008年）
- テレビ朝日系
  - 「ミュージックステーション」 （2006年）
  - 「やじうまプラス」 （2008年）
- テレビ東京系
  - 「月刊MelodiX!」（2008年）
  - 「ファイテンション☆テレビ」デブパレードをモデルとしたアニメとして出演 （2008年）
  - 「アニソンぷらす」（2009年）
  - 『音流 〜On Ryu〜』（2009年）
- 読売テレビ「なるトモ!」 （2008年）

## ドラマ
- 日本テレビ系
  - 「おせん」第八話ゲスト出演（東役） （2008年）
  - 「スクラップ・ティーチャー〜教師再生〜」レギュラー出演（平山郁美役）（2008年）

## 映画
- 「ギララの逆襲/洞爺湖サミット危機一発」主題歌・ゲスト出演
- 「お墓に泊まろう」

## CM
- グリコカフェオーレ（ハンサム兄弟として楽曲提供、出演）
- 雪印WAVE（CMソング担当）
- 薬王堂（HANZI BANDあかさたな提供）